# Боголюбов, Николай Иванович (актёр)
Никола́й Ива́нович Боголю́бов (1899—1980) — советский актёр театра, кино и дубляжа, народный артист РСФСР (1945). Лауреат шести Сталинских премий (1941, 1942, 1946, 1947, 1949, 1950). Член ВКП(б) с 1950 года.

## Биография
Николай Иванович Боголюбов родился 10 (22) октября 1899 года в селе Ивановское (ныне Липецкая область).
Учился в студии при Рязанском драматическом театре.
В 1920 году был призван в армию; выступал в самодеятельном красноармейском коллективе. После демобилизации вновь работал в Рязани. На театральной сцене исполнил роли: Бессемёнов (Мещане), Клещ и Сатин (На дне), Дорн (Чайка).
В 1922 году переехал в Москву. В 1926 году окончил студию ГЭКТЕМАС — студию при Театре РСФСР (впоследствии Театр им. Вс. Мейерхольда). Был актёром этого театра с 1923 года. В 1929 году исполнил роль героического вожака партизанских отрядов Чуба (пьеса Командарм-2).
В 1938—1958 годах — актёр МХАТ им. М. Горького. Автор пьесы «Невидимый фронт» («Будьте бдительны»).
С 1931 года снимался в кино. Выдающейся ролью артиста считают[кто?] роль Шахова в фильме «Великий гражданин».
На протяжении более чем 30 лет неоднократно играл в кино К. Е. Ворошилова
Сын — артист Ю. Н. Боголюбов.
Похоронен на Кунцевском кладбище в Москве.

## Творчество

### Роли в театре

#### Рязанский театр драмы
- «Мещане» М. Горького — Бессеменов
- «На дне» М. Горького — Клещ, Сатин
- «Чайка» А. П. Чехова — Дорн

### Театр имени В. Э. Мейерхольда
- 1928 — «Горе от ума» А. С. Грибоедова — Скалозуб
- 1929 — «Командарм-2» И. Л. Сельвинского — Чуб
- 1931 — «Последний решительный» Вс. Вишневского — Бушуев

#### МХАТ имени М. Горького
- 1938 — «Воскресение» по Л. Н. Толстого — От автора
- 1939 — «Половчанские сады» Л. М. Леонова — Юлий
- 1942 — «Кремлёвские куранты» Н. Ф. Погодина — Рыбаков
- 1945 — «Офицер флота» А. А. Крона — Кондратьев
- 1947 — «Победители» Б. Ф. Чирскова — генерал Муравьёв
- 1947 — «Алмазы» Н. А. Асанова — Саламатов
- 1948 — «Зелёная улица» А. А. Сурова — Кремнёв
- 1949 — «Заговор обречённых» Н. Е. Вирты —
- 1949 — «Чужая тень» К. М. Симонова — Макеев
- 1951 — «Потерянный дом» С. В. Михалкова — Лавров Алексей Сергеевич, инженер
- 1952 — «Залп Авроры» М. В. Большинцова и М. Э. Чиаурели — Багров Егор Тимофеевич, питерский рабочий, большевик
- 1954 — «Сердце не камень» А. В. Софронова — Ажинов

### Фильмография
- 1931 — Томми — партизан
- 1933 — Окраина — Николай Кадкин
- 1935 — Крестьяне — Николай Миронович
- 1936 — Семеро смелых — Илья Летников
- 1937 — 1939 — Великий гражданин — Шахов
- 1937 — На Дальнем Востоке — Штокман
- 1938 — Семья Оппенгейм — Веллер
- 1939 — Ленин в 1918 году — К. Е. Ворошилов
- 1939 — Золотой ключик — капитан воздушного корабля
- 1941 — Первая конная — К. Е. Ворошилов
- 1942 — Александр Пархоменко — К. Е. Ворошилов
- 1942 — Оборона Царицына — К. Е. Ворошилов
- 1942 — Парень из нашего города — Аркадий Бурмин
- 1942 — Славный малый — Доронин
- 1942 — Секретарь райкома * 1942 —командир Красной Армии
- 1942 — Боевой киносборник № 10 — лётчик
- 1943 — Партизаны в степях Украины — Салывон Часнык
- 1943 — Она защищает Родину — Лукьянов
- 1944 — Небо Москвы — подполковник Балашов, командир авиаполка
- 1946 — Клятва — Александр Петров / Степан Петров
- 1947 — Мальчик с окраины — директор завода
- 1948 — Третий удар — К. Е. Ворошилов
- 1949 — Великая сила — Остроумов
- 1949 — Падение Берлина — Хмельницкий
- 1950 — Жуковский — Александр Можайский
- 1954 — Опасные тропы — пассажир поезда
- 1957 — Страницы былого — Савва
- 1957 — Поединок — Осадчий
- 1957 — Случай на шахте восемь — Краев
- 1957 — Гори, моя звезда — Денис Давидович
- 1958 — Жизнь прошла мимо — подполковник Панин
- 1958 — На дальних берегах — Тинти
- 1959 — Косолапый друг — Леснов
- 1960 — Человек с будущим — эпизод (в титрах не указан)
- 1960 — Сильнее урагана — Шучаев
- 1960 — Трижды воскресший — Казанский
- 1961 — Алёнка — Дмитрий Прокофьевич Гулько, главный механик совхоза
- 1961 — Генерал и маргаритки — полевой маршал
- 1970 — Освобождение — К. Е. Ворошилов

### Озвучивание
- 1952 — Аленький цветочек — Степан Емельянович, купец
- 1952 — Снегурочка — Мороз

## Награды
- Сталинская премия (1941) (вторая степень) — за роль Шахова в фильме «Великий Гражданин» (1937, 1939)
- Сталинская премия (1942) (первая степень) — за роль К. Е. Ворошилова в фильме «Оборона Царицына» (1941)[1]
- Сталинская премия (1946) (первая степень) — за роль Кондратьева в спектакле «Офицер флота» А. А. Крона
- Сталинская премия (1947) (первая степень) — за роль генерала Муравьёва в спектакле «Победители» Б. Ф. Чирскова
- Сталинская премия (1949) (первая степень) — за роль Кремнёва в спектакле «Зелёная улица» А. А. Сурова[2]
- Сталинская премия (1950) (первая степень) — за роль Макеева в спектакле «Чужая тень» К. М. Симонова
- народный артист РСФСР (1945)
- два ордена Ленина

1. 23.05.1940 — за «особые заслуги в деле развития советской кинематографии» (как артист-исполнитель Шахова в кинокартине «Великий гражданин»)
2. 26.10.1948

- орден «Знак Почёта» (01.04.1938) — за исполнение роли Шахова в фильме «Великий Гражданин»
- медаль «За доблестный труд в Великой Отечественной войне 1941-1945 гг.»
- медаль «В память 800-летия Москвы»